# Karl Pink
Karl Pink (* 18. Juni 1884 in Wien; † 15. August 1965 ebenda) war ein österreichischer Numismatiker.

## Leben
Karl Pink besuchte das Gymnasium in Meidling bis zur Matura. Von 1905 bis 1909 studierte er Klassische Philologie an der Universität Wien. Er trat 1910 dem Zisterzienserorden im Stift Wilhering bei (Ordensname Severin), studierte katholische Theologie und wurde 1914 zum Priester geweiht. Anschließend unterrichtete er Griechisch und Latein am Stiftsgymnasium in Wilhering. 1922 wurde er Seelsorger in Wien XIV.
Seit 1928 war er als Kustos am Münzkabinetts des Kunsthistorischen Museum in Wien unter Fritz Dworschak tätig. Im Rahmen seiner Arbeit am Münzkabinett ordnete er die antiken Bestände nach modernen Prinzipien und führte eine Neuaufstellung der Bibliotheksbestände nach Sachgebieten durch.
1933 habilitierte sich Pink für das Fach Numismatik an der Universität Wien mit der Arbeit Die Münzprägung der Ostkelten und ihrer Nachbarn. Er wurde zum Privatdozent ernannt und war am Numismatischen Lehrapparat der Universität Wien tätig.
Nach dem Anschluss Österreichs 1938 wurde Karl Pink aus rassischen und politischen Gründen entlassen. Er wurde von einem Kollegen in brauner Uniform bereits am 12. März 1938 am Betreten des Kunsthistorischen Museums gehindert. Seine numismatische Vorlesung und Übung an der Universität Wien konnte er im Sommersemester 1938 ebenfalls nicht mehr halten.
Nach dem Zweiten Weltkrieg arbeitete er von 1945 bis zur Pensionierung 1949 wieder am Kunsthistorischen Museum als Kustos für antike Münzen. Seit 1946 lehrte er auch als tit. außerordentlicher Professor wieder an der Universität Wien und hielt dort Vorlesungen bis 1954. Einer seiner wichtigsten Schüler war Robert Göbl. 1950 erhielt Pink die Medaille der Royal Numismatic Society verliehen, 1959 die Eckhel-Medaille der  Österreichischen Numismatischen Gesellschaft, deren Ehrenmitglied er auch war.
Karl Pinks Hauptforschungsgebiete waren die Münzprägung der römischen Kaiserzeit, besonders des 3. Jahrhunderts, sowie die Münzen der Kelten. Er wurde am Meidlinger Friedhof bestattet.

## Veröffentlichungen
Alle Veröffentlichungen finden sich im Schriftenverzeichnis der Numismatische Zeitschrift Band 81.